# Bernard Poignant
Bernard Poignant (Gwened, Morbihan, 1945) és un polític bretó. El 1970 va obtenir una titulació en història i es va afiliar al Partit Socialista, del que el 1975 en fou nomenat secretari de la secció de Quimper i el 1978 primer secretari de la secció de Finisterre. Fou elegit diputat a l'Assemblea Nacional Francesa a les eleccions legislatives franceses de 1981, 1986 i 1988. Després fou elegit eurodiputat a les eleccions europees de 1999 i 2004, i ha treballat al Parlament europeu sobre seguretat marítima i política pesquera. El 1995 fou membre de la direcció de la campanya presidencial de Lionel Jospin.
Ha estat membre del Consell Regional de Bretanya (1986-1988), del Consell General de Finisterre (1988-1989) i alcalde de Quimper el 1989-2001 i des de 2008 amb una llista col·lectiva (PS, PCF, UDB, PRE). Ha rebut crítiques dins el seu partit per haver estat ardent defensor de la directiva europea sobre les llengües minoritàries i per haver donat suport Dominique Strauss-Kahn com a candidat socialista a les eleccions presidencials franceses de 2007.